# Bandiera dell'Isola di Man
La bandiera dell'Isola di Man è la bandiera ufficiale dell'isola di Man. La bandiera è di colore rosso con un triscele localizzato in posizione centrale.

## Storia
La Red Ensign (Insegna Rossa) con la triscele è usata anche come insegna civile dal 1º dicembre 1932. Come tale fu utilizzata fino al 1935, anno in cui venne abolita, per poi essere reintrodotta il 27 agosto 1971. La bandiera è basata sullo stemma mannese il cui disegno risale al XIII secolo.